# Армия «Лодзь»

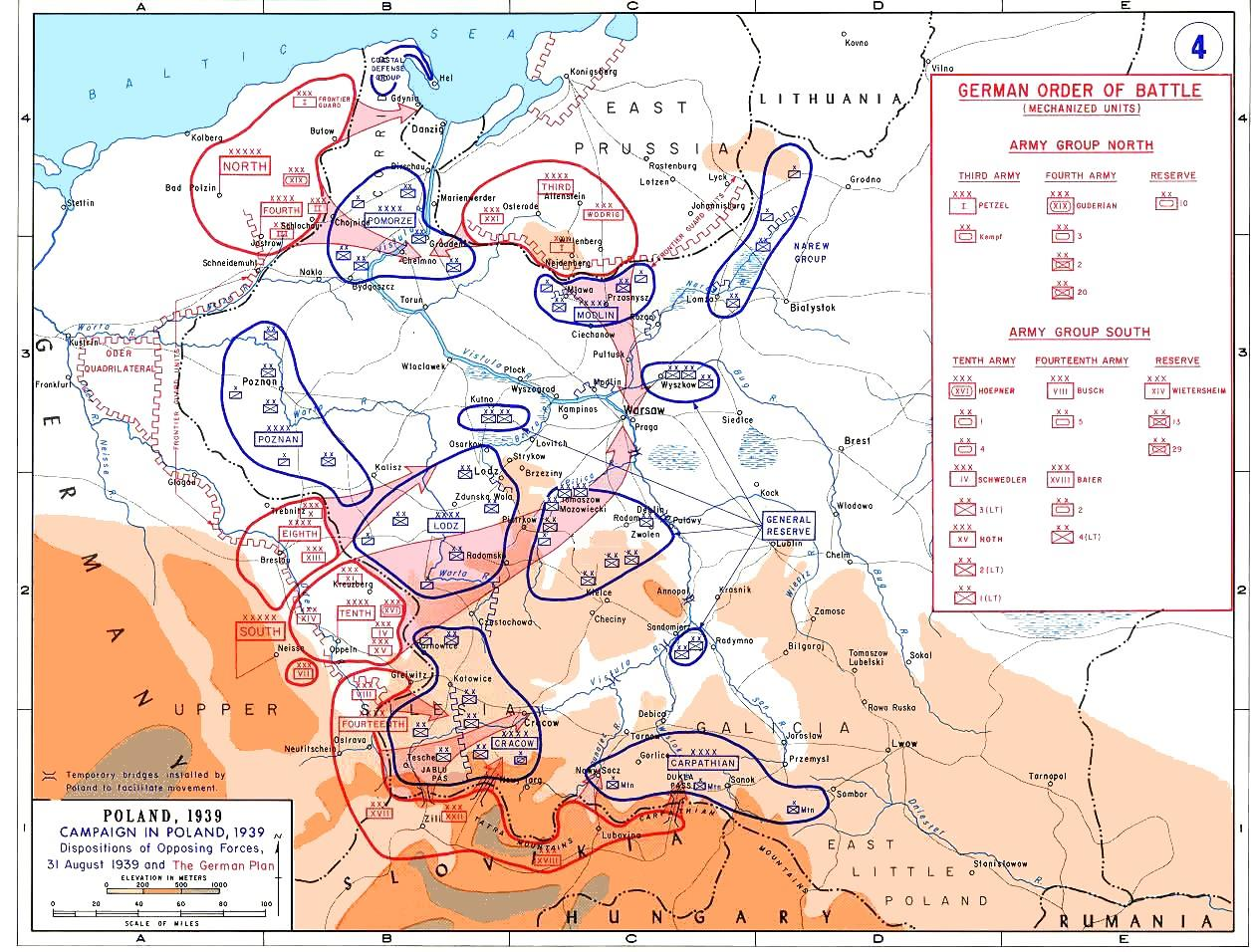
Расстановка польских и германских сил на момент начала Второй мировой войны

Армия «Лодзь» (пол. Armia «Łódź») — армия Войска Польского, сформированная весной 1939 года и участвовавшая в обороне Польши против войск Третьего рейха в сентябре 1939 года, ознаменовавшей начало Второй мировой войны.

## История создания
15 марта 1939 года части вермахта вошли в Прагу, завершив раздел Чехословакии, а 23 марта заняли литовский порт Клайпеду. Двумя днями ранее в Берлине германский министр иностранных дел Иоахим фон Риббентроп потребовал от польского посла Йозефа Липски окончательного ответа на требования Германии относительно присоединения Данцига и строительства экстерриториальной автострады через «Польский коридор».
В этих условиях 23 марта 1939 года началось скрытое мобилизационное развёртывание польских войск на основе мобилизационного плана «W» от апреля 1938 года. Одним из создаваемых объединений стала армия «Лодзь», командующим которой был назначен дивизионный генерал Юлиуш Руммель.
Армия была предназначена для заполнения бреши между армией «Познань» на севере и армией «Краков» на юге, и прикрытия мобилизации польских резервов. Основной её задачей была защита направлений на Лодзь и Пётркув-Трыбунальский, при удачном стечении обстоятельств она должна была наступать в направлении от Серадза на запад.

## Боевой состав
В состав армии «Лодзь» входили следующие части и соединения:
- 2-я легионерская пехотная дивизия
- 10-я пехотная дивизия
- 22-я горная пехотная дивизия
- 28-я пехотная дивизия
- Кресовская кавалерийская бригада
- Бригада народной обороны «Серадз»
- Оперативная группа «Пётркув» (командир — бригадный генерал Виктор Томме)
  - Волынская кавалерийская бригада
  - 30-я пехотная дивизия

## Боевой путь
К утру 1 сентября 1939 года армия «Лодзь» не успела завершить развёртывание на передовых позициях в 100-км полосе, её войска частично находились на марше. На рассвете на неё обрушился удар немецкой 10-й армии, получившей приказ «разбить противостоящие слабые силы противника, чтобы достигнуть свободы оперативного манёвра в излучине Вислы, в районах Краков, Демблин, Варшава, Бзура». 4-я танковая дивизия 16-го моторизованного корпуса 10-й армии атаковала в районе Мокра Волынскую кавалерийскую бригаду. В ходе последовавшего сражения польские уланы отбили несколько немецких атак и перешли в контратаку, нанеся немецкой танковой дивизии большие потери. Тем временем немецкая 1-я танковая дивизия прошла вглубь Польши на стыке армий «Лодзь» и «Краков», создав угрозу их флангам.
Незначительные успехи немецкой 10-й армии встревожили германское командование, одновременно это подняло дух поляков. Однако, осознав, что на юге, вблизи Ченстохова, наступает мощная немецкая танковая группировка, утром 2 сентября Рыдз-Смиглы пришёл к выводу, что армии «Лодзь» необходимо срочно отступить с передовых позиций обороны на главную. В 10 часов в армию «Лодзь» было отправлено телеграфное распоряжение: «…не дать противнику опередить себя в достижении главной позиции на Варте и Видавке и возможно дольше её удерживать». Однако Руммель не торопился выполнять приказ на отступление, и рассчитывал дать врагу отпор на передовых позициях. В первой половине дня начались упорные бои на всём фронте, однако после полудня в штаб армии начали поступать смутные сведения о движении немецких танковых колонн севернее Ченстохова. Вечером поступил категорический приказ Рыдз-Смиглы: ночью отвести все силы армии на главную линию обороны и создать сильный резерв. В 20:30 последовало распоряжение Руммеля: «главным силам армии отойти в течение ночи за реки Варта и Видавка, где перейти к упорной обороне подготовленных позиций».
Однако в это же время находившаяся южнее армия «Краков» начала отступление на восток и юго-восток. Это обнажило южный фланг армии «Лодзь», в результате чего её упорная оборона на главных позициях становилась бесперспективной с оперативной точки зрения.
Вечером 3 сентября штаб немецкой 10-й армии, приняв отход армии «Лодзь» за её полное отступление к Висле, и считая её разбитой, отдал войскам приказ на «продвижение вперёд через Варту и переход в беспощадное преследование разбитого противника в направлении Варшавы». К 4 сентября армия «Лодзь» вышла на главную позицию вдоль Варты и Видавки, но закрепиться не успела. На правом фланге Кресовская кавалерийская бригада отошла с рубежа Варты, и немцы обошли открытый фланг армии с севера; на левом фланге немецкая 1-я танковая дивизия прорвала оборону группы Томме и двинулась на север, в тыл армии, на Пётркув.
Генерал Руммель лишь около полуночи узнал о деталях обстановки на фронте и о том, что немцы могут выйти ему в тыл. Он по телеграфу попросил главнокомандующего поддержать его главным резервом, но Рыдз-Смиглы посчитал ввод в действие армии «Пруссы» преждевременным. Утром 5 сентября четыре немецкие дивизии прорвали оборону польской правофланговой 10-й дивизии. В 18.15 начальник штаба сообщил в штаб главнокомандующего: «10-я пехотная дивизия рассыпалась, собираем её в Лутомирск. Поэтому мы оставляем линию Варта-Видавка, которую невозможно было удержать… Просим уведомить армию „Познань“, чтобы она направила 25-ю пехотную дивизию на Унеюв и Поддембнице для обеспечения себя… Положение тяжёлое. Это — конец». Через 15 минут Руммель переговорил с Рыдз-Смиглы и получил формальное разрешение на отход на Лодзь, который уже и так происходил. Вечером 5 сентября генеральный штаб разослал по армиями директивы на общий обход за Вислу; армия «Лодзь» должна была отходить на Гура Кальвария.
Штаб немецкой группы армий «Юг» 5 сентября нацелил ударную группировку 10-й армии на Раву-Мазовецкую, чтобы преградить путь отхода армии «Лодзь» к востоку. К 6 сентября стало ясно, что окружить польскую армию западнее Вислы не удастся, и группе армий «Юг» было поручено уничтожить армию «Лодзь» и воспрепятствовать созданию обороны по Висле.
8 сентября для обороны столицы была создана армия «Варшава», которую возглавил пробившийся в Варшаву генерал Руммель. Командование остатками армии «Лодзь» принял генерал Томме. После боя у деревни Воля-Цырусова войска отступили в крепость Модлин, где и оборонялись вплоть до капитуляции 29 сентября.